# Kedves Wendy!
A Kedves Wendy! (eredeti cím: Dear Wendy) 2005-ös bűnügyi film, amelyet Thomas Vinterberg rendezett és Lars von Trier írt. A főszerepben Jamie Bell, Bill Pullman, Michael Angarano, Mark Webber, Danso Gordon, Novella Nelson és Alison Pill látható.
A film nemzetközi koprodukcióban készült Dánia, Németország, Franciaország és az Egyesült Királyság együttműködésével, a forgatás helyszíne pedig Koppenhága volt. A film világpremierje a 2005-ös Sundance Filmfesztiválon volt. A Rotten Tomatoes-on 64 értékelés alapján 36%-os értékelést kapott, 5.1/10 átlagértékeléssel. Vinterberg a 27. Moszkvai Nemzetközi Filmfesztiválon elnyerte a legjobb rendezőnek járó Silver St. George-díjat.

## Rövid történet
Egy névtelen amerikai kisvárosban egy fiatal fiú megalapítja a fegyverek iránti szeretetükben és becsületkódexükben egyesített ifjúsági bandáját.

## Szereplők
- Jamie Bell – Dick Dandelion
- Bill Pullman – Krugby seriff
- Michael Angarano – Freddie
- Danso Gordon – Sebastian
- Novella Nelson – Clarabelle
- Alison Pill – Susan
- Chris Owen – Huey
- Mark Webber – Stevie
- Trevor Cooper – Dick apja
- William Hootkins – Marshall Walker
- Thomas Bo Larsen – Hal

## Filmkészítés
A filmet egy egyedi építésű koppenhágai stúdióban forgatták, ami azonban egy nyugat-virginiai kis bányászvárost ábrázol.

## Fogadtatás
Nagyrészt negatív kritikákat kapott a kritikusoktól. Roger Ebert "unalmas stílusgyakorlatnak" nevezte.